# Evangelisches Krankenhaus Paul Gerhardt Stift
Das Evangelische Krankenhaus Paul Gerhardt Stift ist ein Krankenhaus der Basisversorgung in Lutherstadt Wittenberg. Es wurde nach dem evangelischen Theologen und Kirchenlieddichter Paul Gerhardt benannt. Geschäftsführer ist Matthias Lauterbach, ärztlicher Direktor Roger Rehfeld.
Mit 773 Mitarbeitern (Stand: 2025) zählt das Paul Gerhardt Stift zu den größten Arbeitgebern im östlichen Sachsen-Anhalt.

## Geschichte
Das Paul Gerhardt Stift wurde am 4. Oktober 1883 eingeweiht, nachdem die Grundsteinlegung im August des Vorjahres erfolgt war. Der wachsende Bedarf machte den Ausbau des Krankenhauses ab 1897 und schließlich einen größeren Neubau notwendig, der 1910 am heutigen Standort in der Paul-Gerhardt-Straße eröffnet wurde. Auch dieses Gebäude wurde kontinuierlich erweitert.
Bei dem Explosionsunglück im Sprengstoffwerk Reinsdorf am 13. Juni 1935 kam dem Paul Gerhardt Stift eine tragende Rolle bei der Versorgung der Schwerverletzten zu. Nahezu 90 Betroffene wurden hier behandelt.
Wolfgang Böhmer, der spätere Ministerpräsident von Sachsen-Anhalt, war 1974 bis 1991 Chefarzt der gynäkologisch-geburtshilflichen Abteilung.
Im Oktober 2008 wurde die Paul-Gerhardt-Stiftung, die Trägerin des Krankenhauses, mit dem Berliner Verein zur Errichtung Evangelischer Krankenhäuser e. V. zusammengeführt. Seit 2009 führt der Verein den Namen Paul Gerhardt Diakonie e .V., Berlin und Wittenberg.

## Krankenversorgung
Das Paul Gerhardt Stift umfasst 306 Betten (Stand: 2025). Jährlich werden hier ca. 14.000 Patienten stationär und 27.000 Patienten ambulant behandelt.

## Forschung
Das Paul Gerhardt Stift gehört zu den Akademischen Lehrkrankenhäusern der Martin-Luther-Universität Halle-Wittenberg.

## Kliniken
Das Paul Gerhardt Stift umfasst 16 Kliniken und Abteilungen zur medizinischen Versorgung. Daneben gehört zum Krankenhaus das 2005 gegründete „Medizinische Versorgungszentrum Poliklinik Jessen“ mit Standorten in Jessen, Lutherstadt Wittenberg und Torgau.